# XRechnung
XRechnung ist ein XML-basiertes semantisches Datenmodell, das als Standard für elektronische Rechnungen etabliert und insbesondere im Rechnungsaustausch mit öffentlichen Auftraggebern in Deutschland verwendet wird. Der Standard XRechnung wurde am 22. Juni 2017 in der 23. Sitzung des IT-Planungsrats für Bund und Länder in der Version 1.0 beschlossen. Mit dem Standard XRechnung konkretisiert Deutschland die europäische Norm für die elektronische Rechnungsstellung EN‑16931 und setzt damit maßgeblich die Richtlinie 2014/55/EU des europäischen Parlaments und des Rates um. Mit der Einführung der elektronischen Rechnung in der öffentlichen Verwaltung können elektronische Rechnungen seit April 2020 bundesweit einheitlich nach diesem Standard an öffentliche Auftraggeber gesendet werden.
Der Standard XRechnung wurde im Rahmen der Vorgaben für den elektronischen Datenaustausch der öffentlichen Verwaltung (XML in der öffentlichen Verwaltung (XÖV)) entwickelt. XRechnung ist in der Version 3.0.1 (per 22. September 2023) veröffentlicht und konform zur europäischen Norm EN 16931‑1. Der Standard XRechnung wird seit dem 1. Januar 2019 von der Koordinierungsstelle für IT-Standards (KoSIT) betrieben. Die jeweils aktuell gültige Version ist auf der Seite der KoSIT zu finden.

## Europäische Vorgaben
Durch Entwicklung nationaler Normen haben immer mehr EU-Mitgliedsstaaten die elektronische Rechnungsstellung bei öffentlichen Aufträgen vorangetrieben. Dies führte zu einer hohen Anzahl an unterschiedlichen Normen und insbesondere bei grenzüberschreitendem Rechnungsverkehr zu einem Anstieg der Komplexität und Kosten. Um daher die Hemmnisse im grenzübergreifenden elektronischen Rechnungsverkehr zu beseitigen, haben das Europäische Parlament und der Rat der Europäischen Union am 16. April 2014 die EU-Richtlinie 2014/55/EU über die elektronische Rechnungsstellung bei öffentlichen Aufträgen verabschiedet. Diese hat unter anderem zum Ziel, eine gemeinsame europaweit gültige Norm für das semantische Datenmodell der Kernelemente einer elektronischen Rechnung („Europäische Norm für die elektronische Rechnungsstellung“) zu entwickeln. Im Jahr 2014 wurde das Europäische Komitee für Normung (CEN) beauftragt, eine solche Norm zu erarbeiten. Die Norm wurde am 17. Oktober 2017 im Amtsblatt der EU als EN 16931‑1:2017 veröffentlicht. Darüber hinaus verpflichtet die Richtlinie 2014/55/EU öffentliche Auftraggeber europaweiter Vergabeverfahren, spätestens 30 Monate nach Veröffentlichung der Norm elektronische Rechnungen empfangen und verarbeiten zu können.

## CIUS XRechnung
Die Richtlinie 2014/55/EU gibt einen Rahmen vor, lässt Mitgliedsstaaten jedoch eigene Spielräume für die rechtliche, organisatorische und technische Ausgestaltung bei Einführung der elektronischen Rechnung. Unter der Voraussetzung, dass die Ausgestaltung nationaler Standards nicht den Vorgaben der europäischen Richtlinie und Norm widerspricht, darf jeder Mitgliedstaat eigene Standards entwickeln. Elektronische Rechnungen, die konform zu den Standards eines Mitgliedstaats und damit konform zur CEN-Norm sind, können europaweit problemlos empfangen und weiterverarbeitet werden – die Norm soll die Interoperabilität der Systeme gewährleisten. Die nationale Ausprägung der CEN wird auch Core Invoice Usage Specification (CIUS) genannt. In Deutschland ist die nationale CIUS der Standard XRechnung.
Beispiele für Konkretisierungen des europäischen Standards im Rahmen der XRechnung sind:
- Für Attribut BT‑10 ("Buyer Reference") ist eine Leitweg-ID zu verwenden.
- Für Attribut BT‑20 ("Payment Terms"), das die europäische Norm als reines Textfeld definiert, können mit einer speziellen Syntax Skonto oder Verzugszinsen zusammen mit Zahlungszielen angegeben werden.

## Entwicklung des Standards XRechnung in der Bundesrepublik Deutschland
Die Überführung der europäischen Norm in einen nationalen Standard in Deutschland übernahm das Bundesministerium des Innern, für Bau und Heimat (BMI) zusammen mit der Koordinierungsstelle für IT-Standards (KoSIT) in Bremen. Dies geschah im Auftrag des IT-Planungsrats, also im Auftrag aller Bundesländer und des Bundes. Dafür wurden drei Expertengruppen eingerichtet:
1. Expertengremium 1 (EG 1) zur rechtlichen Umsetzung für Bund und Länder (Federführung: Bundesministerium des Innern, für Bau und Heimat (BMI))
2. Expertengremium 2 (EG 2) zur Ausgestaltung der Core Invoice Usage Specification (CIUS) XRechnung auf Basis des europäischen semantischen Datenmodells (Federführung: Koordinierungsstelle für IT-Standards (KoSIT))
3. Expertengremium 3 (EG 3) zur Ausgestaltung der Empfehlungen zur technischen Infrastruktur und zu Übertragungswegen (Federführung: Koordinierungsstelle für IT-Standards (KoSIT))

Da weder die EU-Norm noch XRechnung bislang branchen- und länderspezifische Erweiterungsanforderungen berücksichtigen, wurde XRechnung in Deutschland vorerst als Mindeststandard beschlossen. Um perspektivisch auch branchenspezifische Anwendungsfelder abdecken zu können, ist die Erweiterung des semantischen Datenmodells – sogenannte Extensions – Gegenstand zukünftiger Aktivitäten. Dabei ist zwischen einer Extension, welche den Funktionsumfang einer bestehenden Core Invoice Usage Specification nur an einigen Stellen erweitert (Typ 1), und der vollständigen Neuentwicklung einer Extension (Typ 2) zu unterscheiden. Eine Extension des Typ 1 ist im regulären Betrieb der XRechnung möglich und wurde mit der Veröffentlichung XRechnung Version 2.0.0. vom 30. Juni 2020 bereitgestellt. Diese ist zu verwenden, wenn der Inhalt des Standards XRechnung nicht ausreichend ist, um die erforderlichen Angaben in der elektronischen Rechnung einzureichen.
Zur Verwaltung von Verbesserungsvorschlägen und zur kontinuierlichen Pflege des Standards steht darüber hinaus ein nationales Change Management (ITIL) bereit, über das Änderungsvorschläge (Change Requests) eingereicht und eingesehen werden können.
Laut Artikel 27 des Wachstumschancengesetzes zur Änderung des Umsatzsteuergesetzes (UStG) erfüllt XRechnung die gesetzlichen Anforderungen an eine „elektronische Rechnung“.

## Bestandteile des Standards XRechnung
Der Standard XRechnung setzt sich aus folgenden Komponenten zusammen:
- Spezifikation des Standards XRechnung in der jeweils aktuellen Fassung als PDF-Dokument
- Technische Mittel zur Validierung der ergänzenden nationalen Geschäftsregeln als Schematron- und XSL-Dateien
- Technische Repräsentation von Codelisten im OASIS-Standard „Genericode 1.0“
- Open-Source-Referenzimplementierung zur Prüfung eines XML-Dokuments auf Konformität zum Standard XRechnung
- Testnachrichten
- Technische Unterstützung zur Visualisierung

Die technischen Artefakte werden zusammen mit dem Standard ab Version 1.1 veröffentlicht.

## Konformität von Rechnungen und von IT-Verfahren
Grundsätzlich gilt, dass alle zum Standard XRechnung konformen Rechnungen auch konform zur EN 16931‑1 sind. Eine elektronische Rechnung ist konform zum Standard XRechnung, wenn sie als gegenüber dem Standard valides XML-Dokument ausgestellt, übermittelt und empfangen wird, und wenn sie ausschließlich die Informationselemente des semantischen Datenmodells des Standards XRechnung (entsprechend ihrer Spezifikation) verwendet. So können auch andere Datenformate konform zur XRechnung sein: Mit dem ZUGFeRD 2.1.1 Profil „XRechnung“ können seit 1. Juli 2020 ebenfalls elektronische Rechnungen konform zur XRechnung im XML-Format erzeugt und damit für den Versand an öffentliche Auftraggeber genutzt werden. Eine Office-Datei, eine reine PDF-Datei oder eine PDF-Datei mit eingebettetem XML stellen jedoch keine elektronischen Rechnungen im Sinne der EU-Richtlinie 2014/55/EU dar und sind nicht konform zum Standard XRechnung. 
Die Konformität einer Rechnung wird über zwei Schritte ermittelt:
1. Die Konformitätsprüfung
2. Die Konformitätsbewertung

Ist das Ergebnis der Konformitätsprüfung positiv, muss die Rechnung angenommen werden. Ist das Ergebnis negativ, kann im zweiten Schritt (als Ergebnis einer Konformitätsbewertung) ermittelt werden, wie groß die Abweichung vom Standard ist, und ob die Rechnung trotzdem akzeptiert und weiterverarbeitet werden soll. Übersteigen die Abweichungen den definierten Akzeptanzrahmen, wird die Rechnung abgewiesen. Die Konformitätsbewertung kann individuell eingestellt werden.
Die Konformitätsprüfung zielt im Einzelnen auf folgende Eigenschaften ab:
| Die Rechnung kann eingebettete Objekte (rechnungsbegründende Unterlagen) enthalten, aber ist selbst kein eingebettetes Objekt.                  | maschinell prüfbar |
| Die Rechnung ist eine valide Instanz der in der EN 16931-2 (Liste der Syntaxen, die die EN 16931‑1 erfüllen) genannten XML-Schema-Definitionen. | maschinell prüfbar |
| Die Rechnung ist valide hinsichtlich der durch den Standard XRechnung spezifizierten Geschäftsregeln und deren technischer Umsetzung.           | maschinell prüfbar |
| Die Rechnung verwendet alle Informationselemente entsprechend ihrer im Standard gegebenen semantischen Beschreibung.                            | manuell zu prüfen  |

Ein IT-Verfahren kann als konform zum Standard XRechnung angesehen werden, wenn es elektronische Rechnungen hinsichtlich ihrer Konformität zum Standard XRechnung prüfen und jede zum Standard XRechnung konforme Rechnung verarbeiten kann. Das IT-Verfahren kann darüber hinausgehende Funktionalitäten wie zusätzliche Datenformate elektronischer Rechnungen sowie diverse Übertragungswege bieten, ohne dass dies der Konformität entgegensteht. Somit wird eine Flexibilität bei der Nutzung verschiedener (zur CEN-Norm konformer) Standards erreicht, beispielsweise für den Fall, dass ein Lieferant aus einem anderen EU-Mitgliedsstaat eine elektronische Rechnung nach einem anderen Standard als XRechnung sendet.

## Zeitplan
Die Umsetzungsfrist für den Empfang elektronischer Rechnungen im Standard XRechnung war der 27. November 2018 für die obersten Bundesbehörden und die Verfassungsorgane des Bundes, der 27. November 2019 für alle anderen Bundesbehörden (subzentrale öffentliche Auftraggeber, Sektorenauftraggeber und Konzessionsgeber) und der 18. April 2020 für die Bundesländer. Der Standard XRechnung wird seit dem 1. Januar 2019 von der KoSIT auf Basis eines vom IT-Planungsrat verabschiedeten und im Frühjahr 2020 aktualisierten Betriebskonzepts betrieben. Seit dem 27. November 2020 sind Lieferanten des Bundes verpflichtet, die Rechnungsstellung im Rahmen öffentlicher Aufträge in elektronischer Form vorzunehmen. In den Ländern gelten jeweils eigene gesetzliche Bestimmungen zum elektronischen Rechnungsaustausch. Während in manchen Bundesländern eine Verpflichtung der Lieferanten verordnet wurde (beispielsweise in Bremen zum 27. November 2020 oder in Baden-Württemberg zum 1. Januar 2022), sahen andere Bundesländer zunächst keine Verpflichtung zur elektronischen Rechnungsstellung vor.